# Los Teteles
Los Teteles är en ort i Mexiko.   Den ligger i kommunen Soledad de Doblado och delstaten Veracruz, i den sydöstra delen av landet, 290 km öster om huvudstaden Mexico City. Los Teteles ligger 87 meter över havet och antalet invånare är 151.
Terrängen runt Los Teteles är platt, och sluttar österut. Runt Los Teteles är det ganska glesbefolkat, med 39 invånare per kvadratkilometer. Närmaste större samhälle är Soledad de Doblado, 4,6 km nordväst om Los Teteles. Omgivningarna runt Los Teteles är en mosaik av jordbruksmark och naturlig växtlighet.